# Acebutolol
Acebutolol (Sektral, Prent) je beta blokator za tretman hipertenzije i aritmija.

## Farmakologija
Acebutolol je kardioselektivni beta blokator sa intrinsičnom simpatomimetičkom aktivnošću. On je stoga podesniji od beta blokatora koji nisu kardioselektivni za primenu kod pacijenata sa astmom ili hroničnam opstruktivnom bolešću pluća. U dozama manjim od 800 mg dnevno njegovi konstrikcini efekti na bronhijalnom sistemu i glatkim mišićima krvnih sudova su samo 10% do 30% nivoa izazvanih propranololskim tretmanom. Postoje eksperimentalni podaci da se kardioselektivna svojstva gube pri dozama od 800 mg/dan i većim.

## Spoljašnje veze
|  | Molimo Vas, obratite pažnju na važno upozorenje u vezi sa temama iz oblasti medicine (zdravlja). |